# Cwenthryth
Cwenthryth ou Cwoenthryth (fl. 811 – vers 827) est une princesse et religieuse anglo-saxonne.

## Biographie
Fille du roi de Mercie Cenwulf, Cwenthryth est mentionnée pour la première fois sur une charte de son père en 811. Sur cette charte, qui concerne une donation à l'évêque de Rochester Beornmod, elle témoigne en tant que « fille du roi » (« filia regis »), ce qui suggère qu'elle n'est alors pas encore entrée en religion,.
Par la suite, Cwenthryth devient abbesse du monastère de Winchcombe, en Mercie, ainsi que de ceux de Minster-in-Thanet et Reculver (en), dans le Kent. Désignée comme héritière par son père, elle hérite également à sa mort, en 821, de la querelle qui l'opposait à l'archevêque de Cantorbéry Wulfred au sujet du contrôle séculier des monastères kentiques. L'archevêque bénéficie dans cette lutte du soutien de Beornwulf, le successeur indirect de Cenwulf sur le trône de Mercie, lors de deux conciles organisés à Clofesho (lieu non identifié) en 824 et 825. Cette dispute n'est résolue que vers 827, date d'une charte par laquelle Cwenthryth s'engage à céder des terres à Wulfred dans diverses localités.
Cwenthryth meurt à une date inconnue après 827. Sa cousine germaine Ælfflæd, fille de Ceolwulf, hérite d'une grande partie des richesses familiales. Dans la légende qui entoure la mort de son frère Kenelm, Cwenthryth est dépeinte de manière très négative comme l'instigatrice de son meurtre, mais l'historicité de ce récit, qui n'est pas antérieur au XIIe siècle, est discutable.